# 末広がり (狂言)
『末広がり』（すえひろがり）とは、狂言の曲目のひとつ。ただし現行の狂言の流派では『末広かり』、また大蔵流山本東次郎家では『末広』と書くがいずれも「すえひろがり」と読む。脇狂言を代表する祝言曲目で、傘を「末広」（扇）と称して売りつける「すっぱ」（詐欺師）と、それに騙される太郎冠者のやり取りを演じる。

## 登場人物
- シテ：果報者（太郎冠者の主人）
- アド：太郎冠者
- アド：すっぱ

## あらすじ
天下は泰平の世にあって、そこかしこで大小様々な宴会が催されているような時代。ある男（果報者）は自分も親族一同を集め宴会を催し、その席で長老に対し「末広」（扇の一種である中啓のこと）を贈ろうと思いつく。早速男は家来の太郎冠者を呼びつけ、「良質な地紙で骨に磨きがかかり、戯れ絵（ざれえ）が描かれている」という末広を買い求めるよう命じた。太郎冠者は末広が何かわからないまま都へ行き、その大通りで「末広買おう」と大声で人々に呼びかける。それを見た男（すっぱ）はあり合わせた傘を取り出し、言葉巧みに「これが末広だ」と売りつけようとする。「紙と骨は良いが絵が無いではないか」という太郎冠者に対し、「絵ではない、柄（え）のことだ」と言いくるめるので、太郎冠者は喜んで大金を支払い、傘を買った。するとすっぱは帰ろうとする太郎冠者を呼び止め、「主の機嫌が悪い時に謡うとよい」といって或る唄を教える。
太郎冠者は主人である男のもとへ帰ったが、主人は持ち帰った傘を見るや激怒し、太郎冠者は自分が騙された事に気付く。しかし太郎冠者がすっぱに教わった唄をうたうと主人はたちまち機嫌を直し、太郎冠者と共に舞いうたう。

## 解説
田舎者の太郎冠者が都で人に騙され、主人から言い付かったものとは違うものを買わされる。しかしすっぱはただ騙すだけではなく、「傘を差すなる春日山、これもかみのちかいとて、人が傘を差すなら、われも傘を差そうよ…」（大蔵流）という唄も教え、これにより主人の機嫌も直る、という内容である。「春日山」は三笠山とも呼ばれる春日大明神（春日大社）の後ろにある山で、『狂言記』の本文では「傘を差すならば春日山…」とあり、「春日」は「貸す」の掛詞を含む。つまり春日大明神が日差しや雨を避けるための傘を貸そう、人々のことを守ろうということである。『末広がり』という曲名とこの唄で終わることから狂言ではめでたい曲目とされ、『翁』に続く脇能の次に演じるのが例とされている。似た内容の曲目に『目近大名』（めちかだいみょう）があり、これは太郎冠者と次郎冠者のふたりで都へ行く話である。